# Apium repens
Apium repens (apio rastrero) es una especie de planta herbácea perteneciente a la familia de las  apiáceas; es una planta anfibia que habita charcas temporales someras de montaña, entre 900 a 1600 m s. n. m.

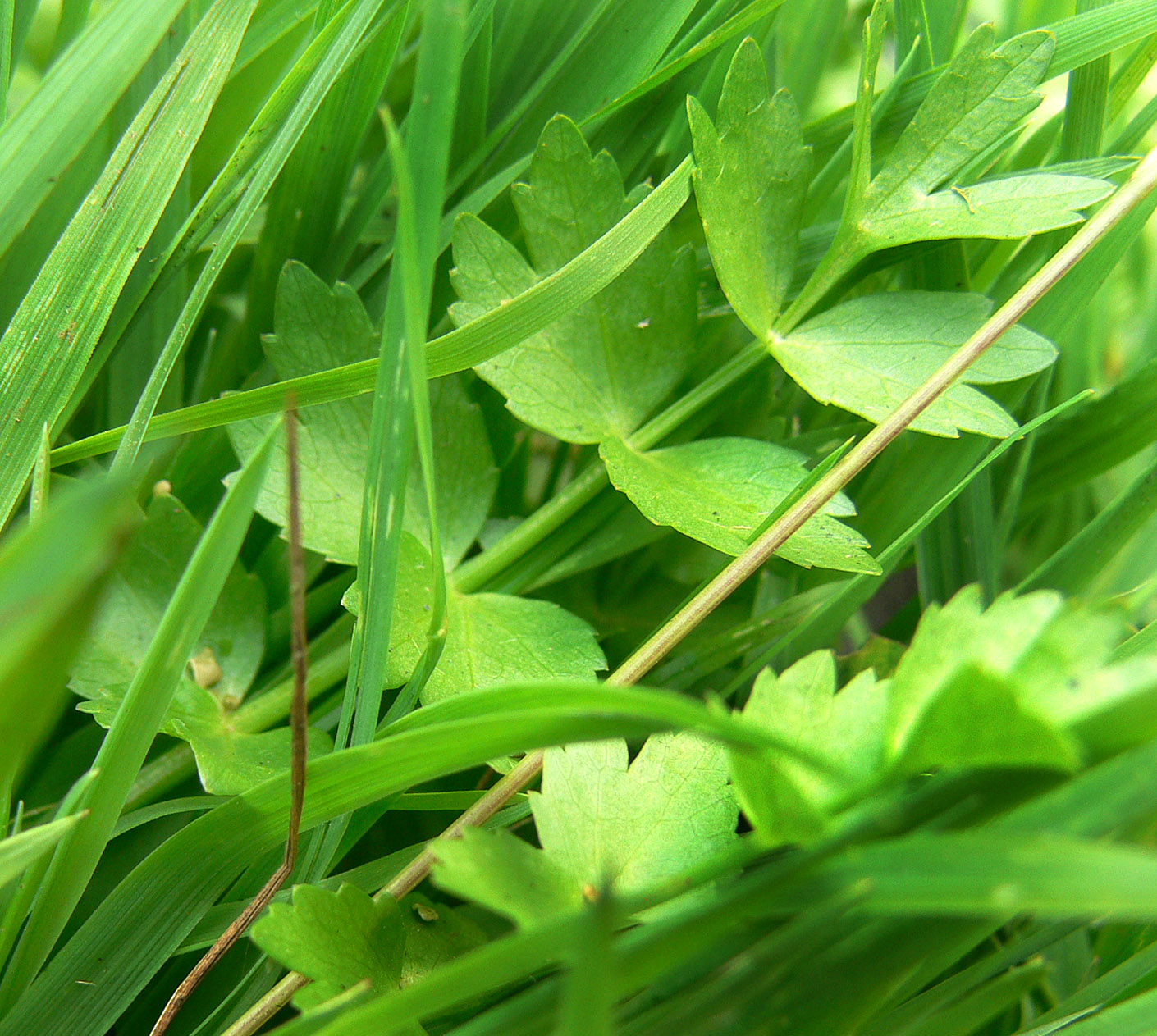
Detalle de las hojas

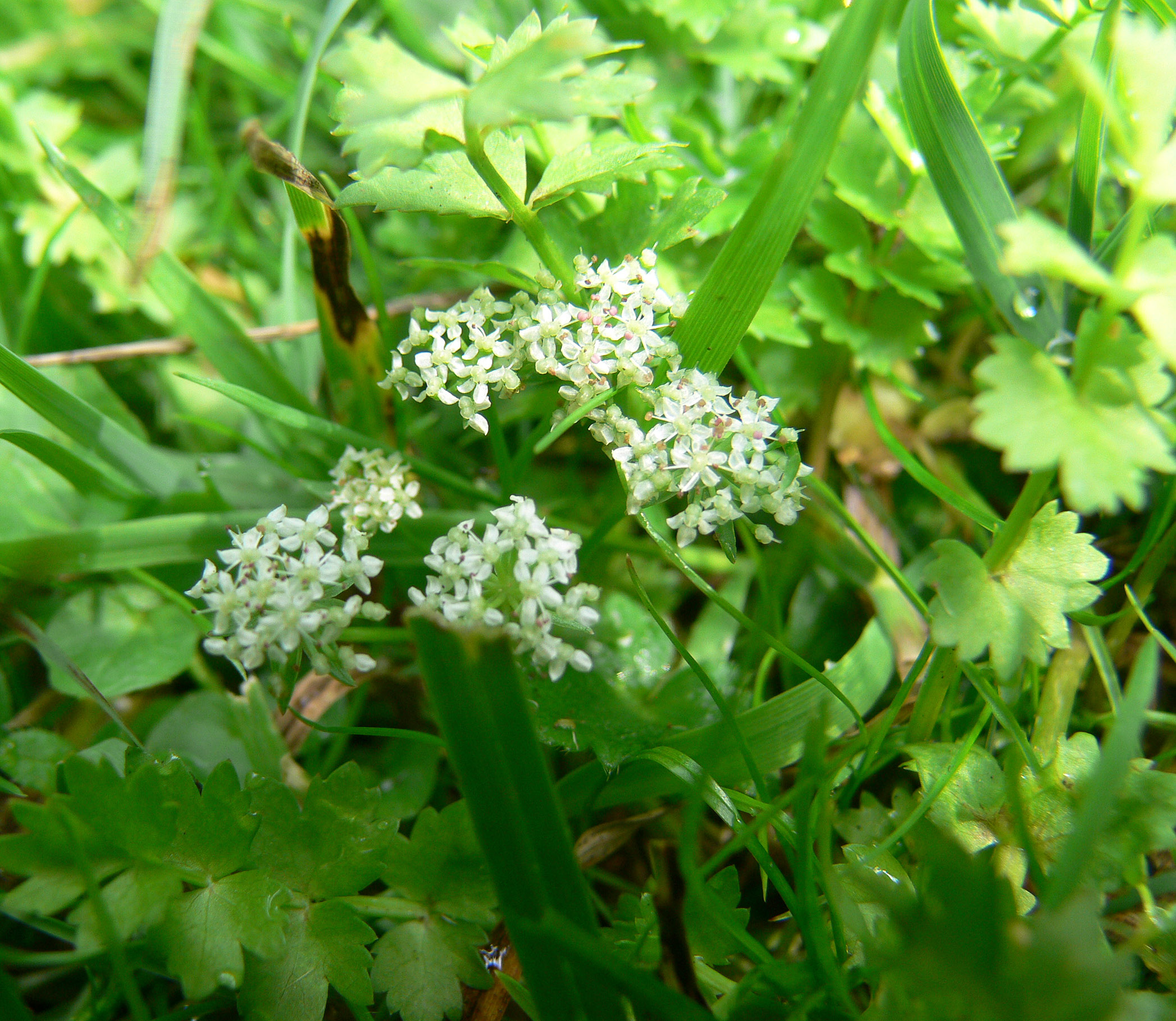
Inflorescencia

## Descripción
Es una planta de lugares húmedos, anfibia en agua limpia y dulce aunque soporta ligera salinidad; de baja velocidad de crecimiento. Forma poblaciones pequeñas y con pocos individuos.
Hojas suaves con una única hendidura grande. La planta emite zarcillos para ascender algo del suelo. En los nudos - donde salen estos zarcillos - hay raicillas. Flores pequeñas y blancas, en umbelas. Es una especie difícil de distinguir claramente de otra especie:  Apium nodiflorum , ya que ambas son muy similares; además, se han encontrado híbridos entre ambas especies.

## Fenología
En el hemisferio norte florece de julio a septiembre; y fructifica de agosto a septiembre, e inclusive octubre.

## Distribución
Norte de África, oeste, centro y este de Europa; dispersa por pocas provincias de la península ibérica (Alicante, Aragón, Segovia, Teruel, Zaragoza) y en Portugal.

## Taxonomía
Apium repens fue descrita por (Jacq.) Lag. y publicado en Amenidades Naturales de las Españas 1(2): 101. 1821.
Citología
Número de cromosomas de Apium repens (Fam. Umbelliferae) y táxones infraespecíficos: n=11
Etimología
Apium: nombre genérico que deriva de apium, un nombre latino antiguo para el apio o perejil.
repens: epíteto latíno que significa "rastrera".
Sinonimia
- Apium nodiflorum subsp. repens  (Jacq.) Thell. in Hegi, Ill. Fl. Mitt.-Eur. 5(2): 1150 (1926)
- Helosciadium nodiflorum subsp. repens (Jacq.) Bonnier, Fl. Ill. France 4: 121 (1921)
- Helosciadium repens (Jacq.) W.D.J.Koch  in Nova Acta Phys.-Med. Acad. Caes. Leop.-Carol. Nat. Cur. 12(1): 126 (1824)
- Sium repens Jacq., Fl. Austriac. 3: 34, tab. 260 (1775)

## Especies amenazadas
- En la Lista Roja de Especies en Peligro de Extinción del Principado de Asturias (España)
- En la Lista Roja de Especies en Peligro de Extinción de la Comunidad Valenciana (España)
- Clasificada como "Críticamente Amenazada" en el Reino Unido
- Clasificada como Vulnerable en Europa: Anexo II de la Directiva 92/43/CEE Search_Habitat:Wetlands (enlace roto disponible en Internet Archive; véase el historial, la primera versión y la última).